# Edifici al carrer Sant Nicolau 4 d'Alcoi
L'edifici al carrer Sant Nicolau número 4, situat a la ciutat d'Alcoi (l'Alcoià), País Valencià, és un edifici residencial d'estil modernista valencià construït l'any 1910, que va ser projectat per l'arquitecte Vicente Pascual Pastor.
La reforma de l'edifici va ser realitzada per l'arquitecte alcoià Vicent Pascual Pastor en 1910 per a la família Raduán Casamitjana. L'edifici consta de planta baixa i quatre plantes.
En ell destaca el seu mirador tripartit de la primera planta, els motius florals art nouveau i les baranes de ferro forjat. En tot el conjunt es troben motius historicistes de tipus medieval.